# 夢みてナイト!
『夢みてナイト!-The night of beautiful dreamer-』（ゆめみてナイト ザ ナイト オブ ビューティフル ドリーマー）は、2005年4月15日にStudio Ringから発売されたアダルトゲーム。主題歌マキシシングルが付属されている。
2007年9月14日には内容をリニューアルしてWindows Vistaに対応させた、廉価版が発売された。

## 概要
本ゲームはC.D.S（妄想カードゲーム）によって進められる。これは、主人公の行動によって様々なキーワード（妄想カード）が集められ、ヒロインごとにそのカードを組み合わせることで様々なシチュエーション（妄想）を楽しめる。結果的に、エンディングはそのシステムの結果次第で分岐すると言える。

## ストーリー
主人公、我望宗太郎は妄想癖のある普通の学生で、幼なじみの凪沙に叩き起こされながら毎日を送っていた。ある朝かかって来た妙な電話に、宗太郎は適当な返事をしてしまう。そして派遣されてきた、夢魔見習いのキュアリアス・バンゼウム・ハルリア・デム・ミロード・テラマリア・ド・りりこ（通称りりこ）は自分の妄想を何でも夢にしてくれるという。そんなりりこに宗太郎ははりきり、夢（妄想）を見る。

## 登場キャラクター
我望 宗太郎
キャラクター名は変更可能だがここでは便宜上、デフォルトの名前宗太郎で示す。小さなアパートに一人暮らしをする主人公。クラスメイト有栖川はるかに憧れる普通の学生である。りりこの夢魔試験の被験者に選ばれ、その妄想力を遺憾なく発揮する。変なあだ名をつける癖がある。
キュアリアス・バンゼウム・ハルリア・デム・ミロード・テラマリア・ド・りりこ
声 - 百花ルナ
妄想を夢にする夢魔の見習い。一人前の夢魔になる為に宗太郎の下へ派遣されてきた。彼女の持つ、とても大きな石の槌「ノック・ザ妄想君参号」で頭を殴ると宗太郎は妄想の世界へ旅立つ。心優しく引っ込み思案だが、宗太郎を夢の世界へ旅立たせる（ノック・ザ・妄想君三号で頭を殴る）時は様々な手を使い、容赦ない。ゲーム中、彼女のめがねを装着させたり外したりすることができる。その際CG・立ち絵共にグラフィックが変化する。宗太郎につけられたあだ名は"キュバ子"。
神流木 凪沙（かんなぎ なぎさ）
声 - 紬叶慧
宗太郎をいつも起こしに来る、典型的幼馴染。小さな体だが、感情を爆発させ宗太郎を殴る時は凄いパワーを発揮する、神社の娘。宗太郎につけられたあだ名は"なぎなぎ"。
有栖川 はるか（ありすがわ はるか）
声 - 森川陽子
宗太郎の憧れるお嬢様。黒く長い綺麗な髪でスタイルも良く、勉強もできる。主に宗太郎の妄想の対象。

## 関連商品
- 小説版 ISBN 9784894907683
  - パラダイム出版より発売。（原作：スタジオリング/著者：沖田和彦/原画：むりりん・ぞの・ケイ）。